# Marissa Meyer

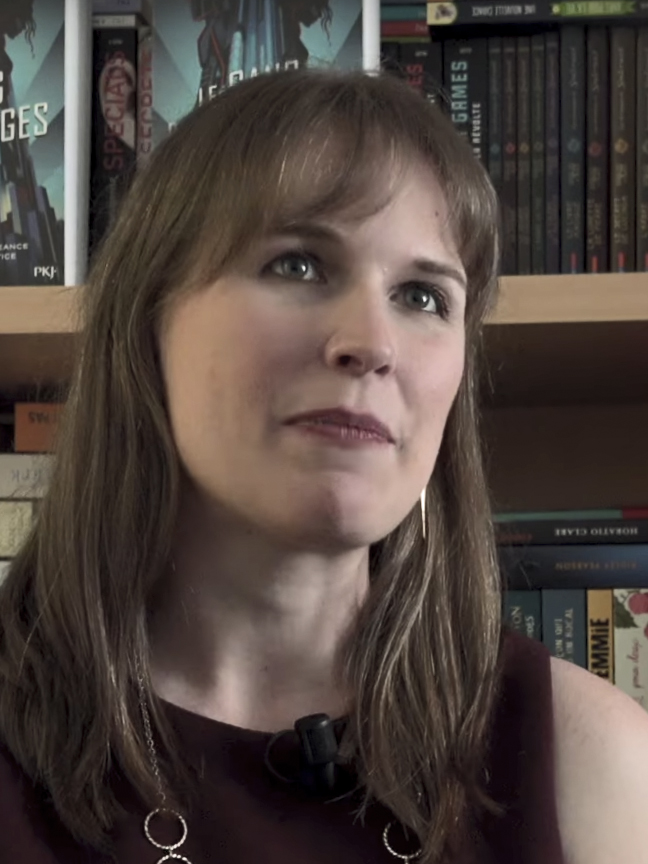
Marissa Meyer, 2018

Marissa Meyer (* 19. Februar 1984 in Tacoma, Washington, USA) ist eine US-amerikanische Autorin.

## Leben
Marissa Meyer wurde in Tacoma im US-Bundesstaat Washington geboren und besuchte die Pacific Lutheran University. Dort erlangte sie einen Abschluss in Kreativem Schreiben. Ehe sie ihren ersten Roman schrieb, arbeitete sie fünf Jahre lang als Lektorin und schrieb in ihrer Freizeit Sailor-Moon-Fan-Fiction unter dem Pseudonym Alicia Blade. Unter diesem Namen veröffentlichte sie 2007 auch die Novelette The Phantom of Linkshire Manor.
2012 wurde ihr Debütroman Wie Monde so silbern (engl. Cinder) veröffentlicht, der erste Band der Luna Chroniken. Er wurde nach der Veröffentlichung direkt zu einem New-York-Times-Bestseller.
Die Bücher der Luna Chroniken basieren jeweils auf Märchen der Brüder Grimm wie Aschenputtel, Rotkäppchen, Rapunzel und Schneewittchen. Astrid Becker übersetzt die Serie für den Carlsen Verlag ins Deutsche. Die Filmrechte der Serie wurden laut der Autorin bereits verkauft und derzeit wird nach einem geeigneten Regisseur gesucht.
Im Jahr 2013 unterschrieb Meyer einen Vertrag bei Feiwel & Friends für einen Jugendbuch-Roman über die Herzkönigin aus Alice im Wunderland. Der Roman wurde 2016 unter dem Titel Heartless veröffentlicht, 2018 startete zudem Meyers Reihe Renegades, die auf Deutsch im Heyne Verlag erscheint.
Die meisten ihrer Romane schreibt Meyer im Rahmen des NaNoWriMo. Sie ist verheiratet und hat Zwillingsmädchen adoptiert.

## Werke

### Luna-Chroniken
1. Wie Monde so silbern. 2013, ISBN 978-3-551-58335-2. (Original: Cinder 2012)
2. Wie Blut so rot. 2014, ISBN 978-3-551-58287-4. (Original: Scarlet. 2013.)
3. Wie Sterne so golden. 2014, ISBN 978-3-551-58288-1. (Original: Cress. 2014.)
4. Wie Schnee so weiß. 2015, ISBN 978-3-551-58289-8. (Original: Winter. 2015.)
5. Fairest: Levana's Story. 2015, ISBN 978-1-250-06966-5. (Noch nicht übersetzt)
6. Stars Above: A Lunar Chronicles Collection. 2016, ISBN 978-1-250-10445-8. (Noch nicht übersetzt)

### Renegades
1. Gefährlicher Freund. Heyne, 2018, ISBN 978-3-453-27178-4. (Original: Renegades)
2. Geheimnisvoller Feind. Heyne, 2019, ISBN 978-3-453-27179-1. (Original: Archenemies)
3. Supernova. Ivy Press, 2020, ISBN 978-1-250-25782-6. (Original: Supernova)

### Standalones
- als Alicia Blade: The Phantom of Linkshire Manor. In: Bound in Skin. CatsCurious Press, 2007.
- Heartless. Feiwel & Friends, 2016, ISBN 978-1-250-04465-5.
- Instant Karma. Carlsen Verlag, Hamburg 2023, ISBN 978-3-551-58480-9.